# Pierre Ballester
Pierre Ballester (* 1959) ist ein französischer Journalist und Sachbuch-Autor. Von 1989 bis 2001 arbeitete er für die französische Sportzeitung L’Équipe. Ab 1998 konzentrierte er sich vor allem auf investigativen Journalismus über Doping. Sein Buch über Lance Armstrong enthält unter anderem Vorwürfe von dessen ehemaliger Masseurin Emma O’Reilly.

## Werke (Auswahl)
- L.A. Confidentiel – Les secrets de Lance Armstrong (2004), ISBN 2-7578-0027-2
  - Zusammen mit David Walsh Prix Gondecourt 2004
- L.A. Official (2006)
- Le Tour de France en questions (2008)

| Personendaten    | Personendaten                 |
| ---------------- | ----------------------------- |
| NAME             | Ballester, Pierre             |
| KURZBESCHREIBUNG | französischer Sportjournalist |
| GEBURTSDATUM     | 1959                          |